# Pasquale Rotondi
(Giulio Carlo Argan)
Pasquale Rotondi (Arpino, 12 maggio 1909 – Roma, 2 gennaio 1991) è stato uno storico dell'arte, funzionario e restauratore italiano.
È noto per aver salvato durante la Seconda guerra mondiale circa diecimila opere d'arte italiane dalla distruzione e dal saccheggio delle truppe naziste e dai bombardamenti alleati.
Per più di trent'anni la sua opera è stata completamente dimenticata, sino a quando, a metà degli anni Ottanta, l'allora sindaco di Sassocorvaro Oriano Giacomi non la riscoprì.

## Biografia
Laureato in lettere presso l'Università di Roma con una tesi su Pietro Bernini, operò come Ispettore alla Soprintendenza all'Arte Medievale e Moderna di Ancona dal 1933 al 1938, anno in cui gli venne affidata la direzione della Galleria Nazionale di Arte Antica a Roma.
Nel 1939, nominato Soprintendente alle Gallerie e alle Opere d'Arte delle Marche, fu incaricato dal Ministro dell'educazione nazionale Giuseppe Bottai su idea del funzionario Giulio Carlo Argan - amico di Rotondi - di individuare, trasportare e custodire in un luogo sicuro un cospicuo numero di opere d'arte per proteggerle dai rischi della guerra imminente.
Tale operazione di salvataggio, condotta nella massima segretezza ed avventurosamente coordinata da Rotondi nel corso dell'intero conflitto, permise di salvaguardare da distruzioni e razzie quello che fu da lui stesso definito "il raggruppamento di opere d'arte più importante mai realizzato al mondo".
Al termine del conflitto rimase alcuni anni ad Urbino, continuando a svolgere la sua opera di Soprintendente ed insegnando Storia dell'Arte presso la locale Università. Dal 1949 al 1961 fu Soprintendente a Genova, contribuendo alla ricostruzione della città dopo la guerra. In questo periodo pubblicò un libro sul Palazzo Ducale di Urbino e uno sulla Storia dell'arte italiana, continuando a insegnare Storia dell'Arte al liceo Vittorino da Feltre e all'Università di Genova.
Nominato nel 1961 direttore dell'Istituto Centrale del Restauro di Roma, si fece in tale veste tra i promotori del salvataggio delle opere d'arte danneggiate dall'alluvione di Firenze del 1966. Dopo essere andato in pensione, nel 1973, venne nominato dalla Città del Vaticano "consulente tecnico per i restauri delle Gallerie e dei Musei pontifici", ed è mentre seguiva in prima persona il restauro degli affreschi michelangioleschi della Cappella Sistina che morì in un incidente nel 1991, a 81 anni, investito nel centro di Roma da una moto di grossa cilindrata.

## L'operazione di salvataggio
Rotondi dapprima scarta Urbino poiché sede di un grande deposito dell'aeronautica, cosa che fece cadere l'ipotesi di dichiarare Urbino "Città aperta". In seguito individua come luoghi idonei alla custodia la Rocca di Sassocorvaro nel Montefeltro, il Palazzo dei Principi di Carpegna ed i sotterranei della Cattedrale e del Palazzo Ducale di Urbino. Al diffondersi della notizia tra gli addetti ai lavori, le opere da nascondere cominciano ad arrivare dai musei e dalle chiese di Venezia, Urbino, Pesaro, Fano, Ancona, Lagosta, Fabriano, Jesi, Osimo, Macerata, Fermo, Ascoli Piceno. Nei successivi anni furono nascoste 7.821 opere d'arte fra le quali dei capolavori di Giorgione, Giovanni Bellini, Piero della Francesca, Paolo Uccello, Tiziano, Carlo Crivelli, Carpaccio, Mantegna e Raffaello.
Alla vicenda è stata dedicata una mostra al Quirinale, a Roma, fra 2022 e 2023.

## Riconoscimenti
La vicenda è rimasta nell'ombra per quarant'anni, fino a che non è stata riportata alla luce nel 1984 grazie all'iniziativa del sindaco di Sassocorvaro Oriano Giacomi.
Nel 1986 fu insignito della cittadinanza onoraria di Urbino. Nel 1997, a ricordo della sua "missione impossibile", è stato istituito a Sassocorvaro nell'ambito del progetto "Arca dell'Arte", ideato dal giornalista e scrittore Salvatore Giannella, il "Premio Rotondi", riconosciuto con legge n. 111/2009, che viene attribuito ogni anno a chi, anche a livello internazionale, si sia distinto per "esemplari azioni di salvataggio del patrimonio artistico".
Il 10 novembre 2005 il presidente della Repubblica Carlo Azeglio Ciampi ha consegnato alle figlie dello storico una medaglia d'oro alla memoria del padre.
Dal diario redatto da Rotondi durante l'operazione è stato tratto un libro: L'Arca dell'Arte, di Salvatore Giannella e Pier Damiano Mandelli.
Sempre basandosi sul diario, ma anche su un'intervista rilasciata da Rotondi al sindaco di Sassocorvaro, è stato prodotto e un documentario intitolato La lista di Pasquale Rotondi (che richiama nel nome il film Schindler's List - La lista di Schindler, il noto salvatore di molti ebrei dallo sterminio nazista) prodotto da Rai Educational e dalla Comunità montana di Montefeltro e trasmesso su Rai 3 nella serie La storia siamo noi.
Un ampio capitolo su Rotondi e gli altri eroi sconosciuti che hanno salvato l'arte durante le guerre è in Operazione Salvataggio, di Salvatore Giannella (Chiarelettere, 2014).
Anche la trasmissione televisiva Ulisse - Il piacere della scoperta di Alberto Angela, ha dedicato a Rotondi una puntata: Tesori da Salvare - Operazione Salvataggio.